# Le Chatelierův princip

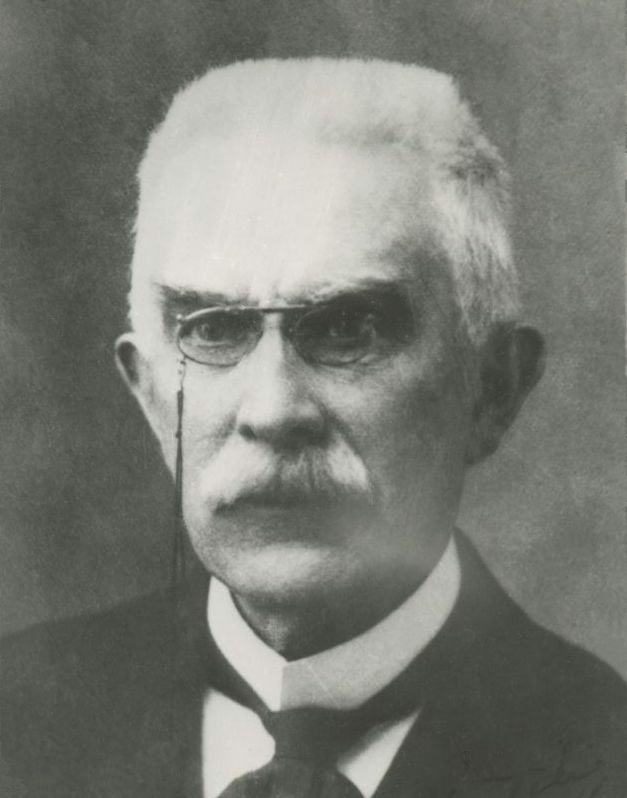
Henry Louis Le Chatelier

Le Chatelierův princip popisuje, jak se změny podmínek, za kterých probíhá chemická reakce, projeví na chemické rovnováze. Tento princip je pojmenován podle francouzského chemika Henri Louise Le Chateliera.
Princip lze formulovat takto:
Systém, který je v rovnováze, reaguje na každou změnu (teploty, tlaku, koncentrace, atd.) tak, aby tuto změnu potlačil.
Zvýšení teploty posouvá rovnovážný stav u exotermních reakcí na levou stranu rovnice a u endotermních reakcí na stranu produktů.
Tento princip je často používán v chemii pro optimalizaci výtěžků chemických reakcí ovlivňováním vnějších podmínek.

## Příklady

### Koncentrace
Zvýšením koncentrace jedné látky posuneme rovnováhu tak, aby se koncentrace snížila. Např. pokud u reakce oxidu uhelnatého s vodíkem zvýšíme koncentraci CO, tak se rovnováha posune směrem k produktu (methanol), čímž dojde k potlačení vnějšího zásahu (koncentrace CO v systému klesne).
CO + 2 H2 ⇌ CH3OH

### Teplota
Reakce dusíku s vodíkem za vzniku amoniaku je exotermní. Pokud dojde ke snížení teploty, systém se bude snažit navrátit do původního stavu, a proto se rovnováha posune směrem k amoniaku (uvolní se reakční teplo). Naopak zpětná reakce je endotermní, a bude podpořena ohřevem systému.
N2 + 3 H2 ⇌ 2 NH3    ΔH = −92 kJ
Tato reakce je základem Haberovy-Boschovy syntézy amoniaku, která je zároveň příkladem praktického využití Le Chatelierova principu.

### Tlak
Rovnováhu lze ovlivnit změnou tlaku pouze u reakcí v plynném skupenství. Na levé a pravé straně musí přitom být různý počet částic. Zvýší-li se tlak, posune se rovnováha směrem k menšímu počtu částic a naopak. Zvýšením tlaku při reakci dusíku a vodíku (1 + 3 částice), se podpoří reakce směrem doprava k tvorbě amoniaku (2 částice).
N2 (g) + 3 H2 (g) ⇌ 2 NH3 (g)